# Ковёр-самолёт (рассказ)
«Ковёр-самолёт» — фантастический рассказ русского советского писателя-фантаста Александра Беляева. Опубликован в 1936 году, последний рассказ цикла «Изобретения профессора Вагнера».

## История
Рассказ «Ковёр-самолёт» из серии «Изобретения профессора Вагнера» был опубликован в 1936 году («Знание — Сила», 1936, № 12).

## Сюжет
Рассказчик узнаёт о профессоре Вагнере из журнальной истории, в которой тот использовал механическую лошадь на скачках, чтобы показать достижения техники, но чуть не был разорван негодующей толпой. Познакомившись с Вагнером, рассказчик затем участвует в испытаниях его пружинных приспособлений для прыжков, закончившихся, впрочем, неудачно. Через несколько лет профессор приглашает рассказчика на дачу. На ковре-самолёте, круглой металлической платформе, состоящей из заполненных водородом микропузырьков, им удаётся подняться в воздух.

### Особенности сюжета
- Описывая свои пружинные устройства для прыжков, Вагнер утверждает, что пытается исправить «недоделки» человека и научить его прыгать так же как блоха, „которая способна прыгать в десятки раз выше и дальше своего роста“, однако в раннем рассказе «Творимые легенды и апокрифы» он, комментируя историю-легенду «О блохах», утверждает, что „увеличенная до человеческого роста блоха прыгала бы почти также как человек…“
- Ковёр-самолёт состоит из ячеек-пузырьков из сплава магния и бериллия размером меньше одного миллиметра и толщиной стенки в одну десятитысячную миллиметра (100 нм). Таким образом, материал, из которого Вагнер сделал свой «летающий ковёр», можно отнести к нанотехнологическим.

## Персонажи
- Рассказчик, от имени которого ведётся повествование
- Вагнер — профессор, известный изобретатель